# Охридски конгрес на ВМОРО (1906)
Охридският конгрес е околийски конгрес на Охридския революционен район на Битолски революционен окръг на Вътрешната македоно-одринска революционна организация, провел се на 27 юли 1906 година в Охрид. Конгресът е първият след неуспешното Илинденско-Преображенско въстание от лятото на 1903 година. Той е подготовка за Битолският окръжен конгрес от същата година.
На конгреса присъстват около 20 делегати. Председател е учителят Иван Групчев. Конгресът избира нов околийски революционен комитет (бюро), начело с Иван Групчев.
Изпратено е съобщение до легалните и нелегалните дейци в района да събират данъци и такси, за избора на Петър Чаулев за околийски войвода, а за негови помощници – Деян Димитров и Лазар Цириов и други. Присъстват Мино Димитров от Сливово, Деян Гюрчев от Лактине, Митре Матев от Върбяни, Златан Трайчев от Турие, Видан Угринов от Слатино, Георгия Карафилов от Ботун, свещеник Наум от Брежани, Ал. Кузманов от Морунища, свещеник Борис от Белчища, Найде Георгиов от Лакочерей, Христо Целек от Мешеища, Русе Поптодоров от Велмей, Йове Сърбинов от Куратица, Васил Попов от Лъжани, Йован Клечкаров от Мороища, поп Никола от Оровник, свещеник Т. Йордан от Збъжди, Стоян Павлев (Аржанов), Стефан Спространов от Охрид и Димитър Битраков от Охрид. За околийско бюро са избрани Иван Групчев, Яким Тремчев, Рашко Христов, Йове Сърбинов, Петър Чаулев, Христо Грозданов. Във финансовата комисия влизат Лев Огненов, Коста Лещаров и Христо Цолаков, а в съдебната комисия Анастас Темянов, Иван Ягличев, Атанас Маджаров, Стефан Шакурев и Димитър Иванов.